# 太原李氏
太原李氏（태원이씨）是朝鮮民族李姓的一個本貫，始祖为高麗忠烈王時期的司宰判書、漢城府尹李貴芝。
其后人曾辅佐李成桂，为朝鲜王朝的开国功臣。

## 人物
- 李智：高丽时代曾任司直
- 李克분：朝鲜时代曾任振威将军